# Katarzyna Kuczyńska-Koschany
Katarzyna Kuczyńska-Koschany (ur. 20 grudnia 1970 w Poznaniu) – literaturoznawczyni, eseistka, autorka próz poetyckich, profesor w Instytucie Filologii Polskiej UAM. Kierowała Zakładem Badań nad Tradycją Europejską IFP UAM w latach 2016–2020.

## Życiorys naukowy
Absolwentka I Liceum Ogólnokształcącego im. K. Marcinkowskiego w Poznaniu. W 1994 roku ukończyła filologię polską na Uniwersytecie im. Adama Mickiewicza, w 2001 roku na tej samej uczelni obroniła doktorat (Rilke poetów polskich), habilitację uzyskała w 2011 roku na podstawie książki Rycerz i Śmierć. O „Elegiach duinejskich” Rainera Marii Rilkego.
Interesuje się przede wszystkim: poezją i jej interpretacją, recepcją poetów niemieckiego i francuskiego kręgu językowego w Polsce, kulturą Żydów polskich i niemieckich, zagładą Żydów europejskich, relacjami intersemiotycznymi w poezji i plastyce.
Publikowała teksty literaturoznawcze w „Czasie Kultury”, „Kontekstach”, „Literaturze na Świecie”, „Odrze”, „Pamiętniku Literackim”, „Porównaniach”, „Poznańskich Studiach Polonistycznych”, „Przestrzeniach Teorii”, „Ruchu Literackim”, „Slavii Occidentalis”, „Tekstach Drugich”, „Zagładzie Żydów. Studiach i Materiałach”, „Zeszytach Literackich”, teksty literackie zaś – we „Frazie”, „Kresach” i „Zeszytach Literackich”.
Współpracuje z czasopismem „Polonistyka. Innowacje”, należy do Rady Programowej „Miasteczka Poznań” i Rady Naukowej „Narracji o Zagładzie”. W wydawnictwie Pasaże redaguje serię Przęsła.
Członkini Zespołu Badań nad Literaturą Zagłady IBL PAN, Komitetu Nauk o Literaturze PAN, Otwartej Rzeczpospolitej, Klubu Przyjaciół Muzeum Historii Żydów Polskich POLIN, Komisji ds. przeciwdziałania dyskryminacji przy Rektorze UAM.
Opiekunka naukowa Koła Miłośników Kultury i Literatury Żydowskiej „Dabru emet” (UAM).
Od stycznia 2018 profesor nauk humanistycznych.

## Życie prywatne
Córka Andrzeja Kuczyńskiego, dziennikarza sportowego. Żona Rafała Koschanyego, filmoznawcy; mama Tobiasza i Leny.

## Nagrody
- Laureatka Olimpiady Literatury i Języka Polskiego w 1989 roku.
- III nagroda w Konkursie im. Klemensa Szaniawskiego (2002) za rozprawę doktorską Rilke poetów polskich.
- Wyróżnienie Komisji PAU do Oceny Podręczników Szkolnych (2005) jako współautorka podręcznika dla klasy maturalnej Staropolskie korzenie współczesności.
- I nagroda w kategorii prozy w XV Ogólnopolskim Konkursie Literackim im. K. K. Baczyńskiego w Łodzi (2006) za opowiadanie Trzy historie i jedno mieszkanie.

## Książki

### Książki autorskie naukowe i eseistyczne
- Rilke poetów polskich (w serii Monografie FNP), Wydawnictwo Uniwersytetu Wrocławskiego, Wrocław 2004; wyd. II – 2017.
- Staropolskie korzenie współczesności (podręcznik do maturzystów, współautorka z Bożeną Chrząstowską, Barbarą Judkowiak, Tomaszem Miką), NAKOM, Poznań 2004.
- Rycerz i Śmierć. O „Elegiach duinejskich” Rainera Marii Rilkego, Wydawnictwo słowo obraz terytoria, Gdańsk 2010; wyd. II, e-book, 2015.
- Interlinie w ciemności. Jednak interpretacja, Wydawnictwo Pasaże, Kraków 2012.
- „Все поэты жиды”. Antytotalitarne gesty poetyckie i kreacyjne wobec Zagłady oraz innych doświadczeń granicznych, Wydawnictwo Naukowe UAM, Poznań 2013.
- Skąd się bierze lekcja polskiego? Scenariusze, pomysły, konteksty, Wydawnictwo Naukowe UAM, Poznań 2016.
- Nikt nie widzi dobrze. Eseje, Wydawnictwo Pasaże, Kraków 2018.

### Książki współredagowane
- Powroty Iwaszkiewicza, pod red. Agnieszki Czyżak, Jana Galanta, Katarzyny Kuczyńskiej-Koschany, Wydawnictwo „Poznańskie Studia Polonistyczne”, Poznań 1999.
- Bajki dla Janki, pod red. Katarzyny Kuczyńskiej-Koschany, Joanny Maleszyńskiej, Justyny Szczęsnej, Sorus, Poznań 2003.
- Hermeneutyka i literatura. Ku nowej koiné, pod. red. Katarzyny Kuczyńskiej-Koschany, Michała Januszkiewicza, Wydawnictwo „Poznańskie Studia Polonistyczne”, Poznań 2006.
- Aforyzm europejski. Studia i szkice, pod red. Anity Jarzyny, Jadwigi Jęcz, Macieja Junkierta, Katarzyny Kuczyńskiej-Koschany, Wydawnictwo Pasaże, Kraków 2015.
- Roweratura. O rowerze w literaturze i kulturze, pod red. Katarzyny Kończal, Katarzyny Kuczyńskiej-Koschany, Zuzanny Kołupajło, Stowarzyszenie Czasu Kultury, Poznań 2015.
- „Wreszcie nie pojawia się nikt”. Szkice o twórczości Andrzeja Niewiadomskiego, pod red. Anity Jarzyny, Katarzyny Kuczńskiej-Koschany, Agaty Szulc-Woźniak, Joanny Żabnickiej, Wydawnictwo Ośrodek „Brama Grodzka – Teatr NN”, Lublin 2016.
- Ginczanka. Na stulecie poetki, pod red. Katarzyny Kuczyńskiej-Koschany, Katarzyny Szymańskiej, Wydawnictwo Pasaże, Kraków 2018.
- P.S. Szkice o wierszach Piotra Sommera, red. Anita Jarzyna, Katarzyna Kuczyńska-Koschany, Daria Nowicka, Wydawnictwo „Brama Grodzka – Teatr NN”, Lublin 2018.
- Mistrz. Ryszard Przybylski (1928-2016) – in memoriam, red. Anita Jarzyna, Katarzyna Kuczyńska-Koschany, Wydawnictwo Sic!, Warszawa 2018.
- Nieprzyzwoicie młody esej. Antologia, red. Katarzyna Kuczyńska-Koschany, Joanna Żygowska, Wydawnictwo „Poznańskie Studia Polonistyczne”, Poznań 2019.

### Edycje
- Anna Pogonowska, Wiersze (nie)zapomniane, wybór i posłowie Katarzyna Kuczyńska-Koschany, Wydawnictwo „Ośrodek Brama Grodzka – Teatr NN”, Lublin 2018.
- Irena Tuwim, Wiersz o najważniejszym wierszu, wybór i posłowie Katarzyna Kuczyńska-Koschany, Wydawnictwo „Ośrodek Brama Grodzka – Teatr NN”, Lublin 2019.

### Twórczość literacka
- Zielony promień, Towarzystwo Przyjaciół Sopotu, Sopot 2006.